# Camiac-et-Saint-Denis
 Camiac-et-Saint-Denis  là một xã thuộc tỉnh Gironde trong vùng Nouvelle-Aquitaine tây nam nước Pháp.